# Эшауэр, Вернер
Вернер Эшауэр (нем. Werner Eschauer; родился 26 апреля 1974 года в Холленштайне-на-Ибсе, Австрия) — австрийский профессиональный теннисист.

## Спортивная карьера
Первую встречу в профессиональном туре ATP сыграл в 1997 году на турнире в Кицбюэле. В 1999 году выиграл первый турнир из серии ITF Futures. В 2000 году дебютировал в основной сетке турнира серии Большого шлема Открытом чемпионате Франции, где дошёл до второго раунда. В октябре того же года выигрывает турнир из серии ATP Challenger. 
В апреле 2001 года на турнире в Мюнхене в матче первого круга ему впервые удалось обыграть игрока из первой десятки в рейтинге. Эту победу он одержал над Евгением Кафельниковом, который на тот момент был 6-м в мире. 
В октябре 2002 выиграл Challenger в Сеуле. В июне 2003 года он победил на турнире Challenger в Брауншвейге. В августе 2005 года победил на турнире Challenger в Женеве. В 2006 году выиграл два турнира из серии ITF Futures и три турнира Challenger. Выиграв в первой половине сезона 2007 года пять турниров из серии Challenger. 
Вернер Эшауэр впервые поднимается в рейтинге в первую сотню. В июле 2007 года он впервые дошел до финала на турнире ATP. Произошло это в Амерсфорте, где на пути к решающему матчу он переиграл таких теннисистов как Николас Альмагро, Рамон Слёйтер, Карлос Мойя и Робин Хасе. В борьбе за титул он проигрывает бельгийскому теннисисту Стиву Дарси 1-6, 6-7(1).

## Финалы турниров ATP
| Легенда                        |
| ------------------------------ |
| Турниры Большого шлема         |
| Кубок Мастерс / финал АТР-тура |
| ATP Мастерс / ATP Мастерс 1000 |
| АТР Gold / АТР 500             |
| АТР International/ АТР 250     |

### Поражения в финалах (2)

#### Одиночный разряд (1)
| №  | Дата        | Турнир    | Покрытие | Соперник в финале | Счёт в финале |
| -- | ----------- | --------- | -------- | ----------------- | ------------- |
| 1. | 16 июл 2007 | Амерсфорт | Грунт    | Стив Дарси        | 1-6, 6-7(1)   |

#### Парный разряд (1)
| №  | Дата        | Турнир       | Покрытие | Партнёр     | Соперники в финале        | Счёт в финале       |
| -- | ----------- | ------------ | -------- | ----------- | ------------------------- | ------------------- |
| 1. | 24 фев 2008 | Буэнос-Айрес | Грунт    | Петер Лучак | Агустин Кальери Луис Орна | 0-6, 7-6(6), [2-10] |